# Liste des chaînes de télévision au Québec
Cette liste des chaînes de télévision québécoises recense les différentes chaînes de télévision du Québec.

## Liste des chaînes

### Chaînes généralistes

#### francophone
- ICI Radio-Canada Télé (6 septembre 1952)
- TVA (19 février 1961)
- Télé-Québec (22 février 1968)
- Noovo (7 septembre 1986)

#### anglophone
- CBMT-DT (CBC Television) (10 janvier 1954)
- CFCF-DT (CTV Television Network) (20 janvier 1960)
- CKMI-DT (Global Television Network) (14 septembre 1997)
- CJNT-DT (Citytv) (8 septembre 1997)

### Chaîne spécialistes par catégories

#### Adapté
| Nom      | Lancement        | Propriétaire          | Note                             |
| -------- | ---------------- | --------------------- | -------------------------------- |
| AMI-télé | 16 décembre 2014 | Accessible Media Inc. | Homologue francophone de AMI TV. |

#### Adulte
| Nom             | Lancement       | Propriétaire  | Note                                 |
| --------------- | --------------- | ------------- | ------------------------------------ |
| Vivid TV Canada | 28 octobre 2010 | Vanessa Media | Anciennement Vanessa de 2010 à 2014. |

#### Cinéma/Divertissement
| Nom          | Lancement         | Propriétaire |
| ------------ | ----------------- | ------------ |
| Canal Indigo | 26 août 1996      | Vidéotron    |
| Cinépop      | 1er novembre 2005 | Bell Media   |
| Super Écran  | 1er février 1984  | Bell Media   |

#### Communautaire
| Nom     | Lancement   | Propriétaire    | Note |
| ------- | ----------- | --------------- | --- |
| MAtv    | Années 1970 | Vidéotron       | Anciennement Télé Communautaire (197?-1996), TCV Vidéotron (1996-1999), Canal Vox (1998-2007), finalement Vox (2007-2012). |
| TéléMag | 1984        | Télé-Mag Québec | Anciennement Télé-Plus (1984-1994) et Télé-Mag 24 (1994-2005). TéléMag a agrandi son territoire et diffuse maintenant à tous ces endroits… Québec – Portneuf – Lévis – Beauce – Charlevoix – Saguenay-Lac-Saint-Jean – Rimouski – Sept-Îles – Baie-Comeau – Port-Cartier – Amqui – Estrie incluant Sherbrooke |
| TCA     | Variable    | Collective      | Les Télévisions communautaires autonomes (TCA) doivent être distinguées des TVC (comme MAtv et NOUStv) car elles dépendent d'un conseil d'administration indépendant. La grande majorité des TCA reconnues par le gouvernement du Québec sont regroupées au sein de la Fédération des TCA du Québec.          |

#### Culture
| Nom      | Lancement          | Propriétaire         | Note                              |
| -------- | ------------------ | -------------------- | --------------------------------- |
| ICI ARTV | 1er septembre 2001 | Société Radio-Canada | Anciennement ARTV de 2001 à 2013. |

#### Documentaire/Éducation
| Nom          | Lancement        | Propriétaire         | Note                                                                                     |
| ------------ | ---------------- | -------------------- | ---------------------------------------------------------------------------------------- |
| Canal D      | 1er janvier 1995 | Bell Media           |                                                                                          |
| Savoir média | 20 août 1986     | Savoir média         | Anciennement Canal de Télé-Enseignement de 1986 à 1997 puis Canal Savoir de 1997 à 2019. |
| ICI Explora  | 28 mars 2012     | Société Radio-Canada | Anciennement Explora de 2012 à 2013.                                                     |
| Historia     | 31 janvier 2000  | Corus Entertainment  |                                                                                          |

#### Ethnique
| Nom                                           | Lancement        | Propriétaire        | Note                                |
| --------------------------------------------- | ---------------- | ------------------- | ----------------------------------- |
| International Canal/Canal International (ICI) | 11 décembre 2013 | Famille Norouzi     |                                     |
| Natyf TV                                      | 14 juin 2018     | Melkisdek Media Inc | Anciennement CNV TV de 2018 à 2019. |

#### Femme
| Nom           | Lancement    | Propriétaire    | Note |
| ------------- | ------------ | --------------- | ---- |
| Elle Fictions | 26 août 2019 | Groupe V Médias |      |

#### Francophonie
| Nom               | Lancement          | Propriétaire                              |
| ----------------- | ------------------ | ----------------------------------------- |
| TV5 Québec Canada | 1er septembre 1988 | Le Consortium de télévision Québec Canada |
| Unis              | 1er septembre 2014 | Le Consortium de télévision Québec Canada |

#### Investigation/Police
| Nom           | Lancement        | Propriétaire           | Note                              |
| ------------- | ---------------- | ---------------------- | --------------------------------- |
| ADR           | 21 octobre 2004  | Avis de Recherche Inc. | Anciennement Avis de Recherche.tv |
| Investigation | 12 décembre 2013 | Bell Media             |                                   |
| Témoin        | 9 avril 2024     | Groupe TVA             |                                   |

#### Jeunesse
| Nom              | Lancement          | Propriétaire        | Note                                                                                                |
| ---------------- | ------------------ | ------------------- | --------------------------------------------------------------------------------------------------- |
| La Chaîne Disney | 1er septembre 2015 | Corus Entertainment | Franchise québécoise de Disney Channel & homologue francophone canadien de Disney Channel (Canada). |
| Télémagino       | 5 juillet 2010     | DHX Media           | Homologue francophone de Family Jr.                                                                 |
| Télétoon         | 8 septembre 1997   | Corus Entertainment | Anciennement l'homologue francophone de Teletoon.                                                   |

#### Nouvelles/Météo
| Nom                      | Lancement          | Propriétaire         | Note                                                       |
| ------------------------ | ------------------ | -------------------- | ---------------------------------------------------------- |
| ICI RDI                  | 1er janvier 1995   | Société Radio-Canada | Anciennement RDI (Réseau de l'information) de 1995 à 2014. |
| Le Canal Nouvelles (LCN) | 8 septembre 1997   | Groupe TVA           |                                                            |
| MétéoMédia               | 1er septembre 1988 | Pelmorex             | Homologue francophone de The Weather Network.              |
| Qub Radio                | 11 janvier 2024    | Groupe TVA           | Animation radiophonique diffusé en direct.                 |

#### Politique
| Nom                            | Lancement      | Propriétaire           |
| ------------------------------ | -------------- | ---------------------- |
| Canal de l'Assemblée nationale | 3 octobre 1978 | Gouvernement du Québec |

#### Séries
| Nom         | Lancement          | Propriétaire        | Note                                                             |
| ----------- | ------------------ | ------------------- | ---------------------------------------------------------------- |
| Addik       | 21 octobre 2004    | Groupe TVA          | Anciennement Mystère de 2004 à 2010 puis AddikTv de 2010 à 2022. |
| Frisson TV  | 1er septembre 2017 | IO Média            |                                                                  |
| Max         | 29 août 2016       | Groupe V Médias     |                                                                  |
| Prise 2     | 9 février 2006     | Groupe TVA          |                                                                  |
| Séries Plus | 31 janvier 2000    | Corus Entertainment |                                                                  |
| Z           | 31 janvier 2000    | Bell Media          | Anciennement Canal Z (2000-2005) & Ztélé (2005-2014).            |

#### Sport
| Nom                     | Lancement          | Propriétaire                   | Notes |
| ----------------------- | ------------------ | ------------------------------ | --- |
| Réseau des sports (RDS) | 1er septembre 1989 | CTV Speciality Television Inc. | |
| RDS2                    | 7 octobre 2011     | CTV Speciality Television Inc. | |
| RDS Info                | 21 octobre 2004    | CTV Speciality Television Inc. | |
| TVA Sports              | 12 septembre 2011  | Groupe TVA                     | |
| TVA Sports 2            | 12 septembre 2014  | Groupe TVA                     | |
| TVA Sport 3             | 15 avril 2015      | Groupe TVA                     | Cette chaîne est utilisée durant un mois lors des séries éliminatoires de la ligue nationale de hockey (LNH) afin de diffuser trois matchs simultanément. |

#### Style de vie
| Nom       | Lancement        | Propriétaire | Note                                                |
| --------- | ---------------- | ------------ | --------------------------------------------------- |
| Canal Vie | 8 septembre 1997 | Bell Media   |                                                     |
| Casa      | 19 février 2008  | Groupe TVA   | Anciennement Les idées de ma maison de 2008 à 2010. |
| Évasion   | 31 janvier 2000  | Groupe TVA   | Anciennement Canal Évasion de 2000 à 2008.          |
| Zeste     | 22 mars 2010     | Groupe TVA   |                                                     |

### Chaînes disparues
- Argent (2005-2016)
- Canal Famille / Vrak (1988-2001, puis 2001-2023)
- Disney Junior (2010-2015)
- Metro 14 (1987-2013)
- Moi et Cie (2011-2024)
- Musimax (1997-2016)
- MusiquePlus (1986-2019)
- Télétoon Rétro (2008-2015)
- Yoopa (2010-2024)

#### Réseau Inter-Vision
Le réseau Inter-Vision était une série de chaînes distribuées par plusieurs télédistributeurs:
- Les Groupes Ethniques (1980-1987), remplacée par TEQ
- Télévision de l'éducation et des sciences du Québec (TVEQ) (1980-1983)
- Télévision de l'information et de l'emploi du Québec (TVIQ) (1980-1983)
- Télévision des arts et spectacles du Québec (TVAQ) (1980-1983)
- Télévision des cours universitaires et collégiaux du Québec (TVCQ) (1980-1986)
- Télévision des jeunes du Québec (TVJQ) (1980-1988), remplacée par Canal Famille
- Télévision des reportages du Québec (TVRQ) (1980-1983)
- Télévision des sports du Québec (TVSQ) (1978-1989), remplacée par RDS
- Télévision française du Québec (TVFQ 99) (1979-1988), remplacée par TV5 Québec Canada

## Chaînes québécoises en haute définition

### Chaînes généralistes
| Chaîne          | Date d’apparition | Disponibilité | Disponibilité | Disponibilité | Disponibilité    | Disponibilité | Disponibilité | Disponibilité | Fréquence (ATSC) | Fréquence (ATSC) | Fréquence (ATSC) |
| Chaîne          | Date d’apparition | Bell Télé     | Cogeco        | Vidéotron     | Telus Télé Optik | Shaw Direct   | Cable Axion   | DERYtelecom   | Région           | UHF              | Canal virtuel    |
| --------------- | ----------------- | ------------- | ------------- | ------------- | ---------------- | ------------- | ------------- | ------------- | ---------------- | ---------------- | ---------------- |
| Radio-Canada HD | 22 mars 2005      | Oui           | Oui           | Oui           | Oui              | Oui           | Oui           | Oui           | Gatineau         | 9                | 9.1              |
| Radio-Canada HD | 22 mars 2005      | Oui           | Oui           | Oui           | Oui              | Oui           | Oui           | Oui           | Montréal         | 19               | 2.1              |
| Radio-Canada HD | 22 mars 2005      | Oui           | Oui           | Oui           | Oui              | Oui           | Oui           | Oui           | Québec           | 25               | 11.1             |
| Radio-Canada HD | 22 mars 2005      | Oui           | Oui           | Oui           | Oui              | Oui           | Oui           | Oui           | Rimouski         | 45               | 2.1              |
| Radio-Canada HD | 22 mars 2005      | Oui           | Oui           | Oui           | Oui              | Oui           | Oui           | Oui           | Rouyn-Noranda    | 9                | 4.1              |
| Radio-Canada HD | 22 mars 2005      | Oui           | Oui           | Oui           | Oui              | Oui           | Oui           | Oui           | Saguenay         | 12               | 12.1             |
| Radio-Canada HD | 22 mars 2005      | Oui           | Oui           | Oui           | Oui              | Oui           | Oui           | Oui           | Sherbrooke       | 13               | 9.1              |
| Radio-Canada HD | 22 mars 2005      | Oui           | Oui           | Oui           | Oui              | Oui           | Oui           | Oui           | Trois-Rivières   | 28               | 13.1             |
| Radio-Canada HD | 22 mars 2005      | Oui           | Oui           | Oui           | Oui              | Oui           | Oui           | Oui           | Val d'Or         | 7                | 7.1              |
| TVA HD          | 1er février 2007  | Oui           | Oui           | Oui           | Oui              | Oui           | Oui           | Oui           | Gatineau         | 30               | 40.1             |
| TVA HD          | 1er février 2007  | Oui           | Oui           | Oui           | Oui              | Oui           | Oui           | Oui           | Montréal         | 11               | 10.1             |
| TVA HD          | 1er février 2007  | Oui           | Oui           | Oui           | Oui              | Oui           | Oui           | Oui           | Québec           | 17               | 4.1              |
| TVA HD          | 1er février 2007  | Oui           | Oui           | Oui           | Oui              | Oui           | Oui           | Oui           | Rivière-du-Loup  | 9                | 9.1              |
| TVA HD          | 1er février 2007  | Oui           | Oui           | Oui           | Oui              | Oui           | Oui           | Oui           | Rouyn-Noranda    | 13               | 13.1             |
| TVA HD          | 1er février 2007  | Oui           | Oui           | Oui           | Oui              | Oui           | Oui           | Oui           | Saguenay         | 46               | 6.1              |
| TVA HD          | 1er février 2007  | Oui           | Oui           | Oui           | Oui              | Oui           | Oui           | Oui           | Sherbrooke       | 8                | 7.1              |
| TVA HD          | 1er février 2007  | Oui           | Oui           | Oui           | Oui              | Oui           | Oui           | Oui           | Trois-Rivières   | 9                | 8.1              |
| TVA HD          | 1er février 2007  | Oui           | Oui           | Oui           | Oui              | Oui           | Oui           | Oui           | Val d'Or         | 10               | 10.1             |
| Télé-Québec HD  | 16 juin 2008      | Oui           | Oui           | Oui           | Oui              | Oui           | Oui           | Oui           | Baie-Trinité     | 12               | 12.1             |
| Télé-Québec HD  | 16 juin 2008      | Oui           | Oui           | Oui           | Oui              | Oui           | Oui           | Oui           | Carleton-sur-Mer | 15               | 15.1             |
| Télé-Québec HD  | 16 juin 2008      | Oui           | Oui           | Oui           | Oui              | Oui           | Oui           | Oui           | Chapeau          | 23               | 23.1             |
| Télé-Québec HD  | 16 juin 2008      | Oui           | Oui           | Oui           | Oui              | Oui           | Oui           | Oui           | Gascons          | 32               | 32.1             |
| Télé-Québec HD  | 16 juin 2008      | Oui           | Oui           | Oui           | Oui              | Oui           | Oui           | Oui           | Gaspé            | 35               | 35.1             |
| Télé-Québec HD  | 16 juin 2008      | Oui           | Oui           | Oui           | Oui              | Oui           | Oui           | Oui           | Gatineau         | 30               | 30.1             |
| Télé-Québec HD  | 16 juin 2008      | Oui           | Oui           | Oui           | Oui              | Oui           | Oui           | Oui           | Grand-Fonds      | 31               | 31.1             |
| Télé-Québec HD  | 16 juin 2008      | Oui           | Oui           | Oui           | Oui              | Oui           | Oui           | Oui           | Montréal         | 26               | 17.1             |
| Télé-Québec HD  | 16 juin 2008      | Oui           | Oui           | Oui           | Oui              | Oui           | Oui           | Oui           | Percé            | 17               | 40.1             |
| Télé-Québec HD  | 16 juin 2008      | Oui           | Oui           | Oui           | Oui              | Oui           | Oui           | Oui           | Québec           | 15               | 15.1             |
| Télé-Québec HD  | 16 juin 2008      | Oui           | Oui           | Oui           | Oui              | Oui           | Oui           | Oui           | Rimouski         | 22               | 22.1             |
| Télé-Québec HD  | 16 juin 2008      | Oui           | Oui           | Oui           | Oui              | Oui           | Oui           | Oui           | Rouyn-Noranda    | 8                | 8.1              |
| Télé-Québec HD  | 16 juin 2008      | Oui           | Oui           | Oui           | Oui              | Oui           | Oui           | Oui           | Saguenay         | 8                | 8.1              |
| Télé-Québec HD  | 16 juin 2008      | Oui           | Oui           | Oui           | Oui              | Oui           | Oui           | Oui           | Sept-Îles        | 9                | 9.1              |
| Télé-Québec HD  | 16 juin 2008      | Oui           | Oui           | Oui           | Oui              | Oui           | Oui           | Oui           | Sherbrooke       | 24               | 24.1             |
| Télé-Québec HD  | 16 juin 2008      | Oui           | Oui           | Oui           | Oui              | Oui           | Oui           | Oui           | Trois-Rivières   | 33               | 45.1             |
| Télé-Québec HD  | 16 juin 2008      | Oui           | Oui           | Oui           | Oui              | Oui           | Oui           | Oui           | Val d'Or         | 12               | 12.1             |
| Noovo HD        | 4 juin 2007       | Oui           | Oui           | Oui           | Oui              | Oui           | Oui           | Oui           | Gatineau         | 34               | 34.1             |
| Noovo HD        | 4 juin 2007       | Oui           | Oui           | Oui           | Oui              | Oui           | Oui           | Oui           | Montréal         | 35               | 35.1             |
| Noovo HD        | 4 juin 2007       | Oui           | Oui           | Oui           | Oui              | Oui           | Oui           | Oui           | Québec           | 39               | 2.1              |
| Noovo HD        | 4 juin 2007       | Oui           | Oui           | Oui           | Oui              | Oui           | Oui           | Oui           | Rimouski         | 18               | 29.1             |
| Noovo HD        | 4 juin 2007       | Oui           | Oui           | Oui           | Oui              | Oui           | Oui           | Oui           | Rivière-du-Loup  | 29               | 29.1             |
| Noovo HD        | 4 juin 2007       | Oui           | Oui           | Oui           | Oui              | Oui           | Oui           | Oui           | Rouyn-Noranda    | 20               | 20.1             |
| Noovo HD        | 4 juin 2007       | Oui           | Oui           | Oui           | Oui              | Oui           | Oui           | Oui           | Saguenay         | 38               | 4.1              |
| Noovo HD        | 4 juin 2007       | Oui           | Oui           | Oui           | Oui              | Oui           | Oui           | Oui           | Sherbrooke       | 30               | 30.1             |
| Noovo HD        | 4 juin 2007       | Oui           | Oui           | Oui           | Oui              | Oui           | Oui           | Oui           | Trois-Rivières   | 34               | 16.1             |
| Noovo HD        | 4 juin 2007       | Oui           | Oui           | Oui           | Oui              | Oui           | Oui           | Oui           | Val d'Or         | 15               | 25.1             |
| CBC HD          | 21 février 2005   | Oui           | Oui           | Oui           | Oui              | Oui           | Oui           | Oui           | Gatineau         | 25               | 4.1              |
| CBC HD          | 21 février 2005   | Oui           | Oui           | Oui           | Oui              | Oui           | Oui           | Oui           | Montréal         | 21               | 6.1              |
| CTV HD          | 1er décembre 2009 | Oui           | Oui           | Oui           | Oui              | Oui           | Oui           | Oui           | Gatineau         | 13               | 13.1             |
| CTV HD          | 1er décembre 2009 | Oui           | Oui           | Oui           | Oui              | Oui           | Oui           | Oui           | Montréal         | 12               | 12.1             |
| Global HD       | 10 août 2011      | Oui           | Oui           | Oui           | Non1             | Oui           | Non           | Oui           | Gatineau         | 14               | 6.1              |
| Global HD       | 10 août 2011      | Oui           | Oui           | Oui           | Non1             | Oui           | Non           | Oui           | Montréal         | 15               | 15.1             |
| Global HD       | 10 août 2011      | Oui           | Oui           | Oui           | Non1             | Oui           | Non           | Oui           | Québec           | 20               | 20.1             |
| Global HD       | 10 août 2011      | Oui           | Oui           | Oui           | Non1             | Oui           | Non           | Oui           | Sherbrooke       | 10               | 15.1             |
| City HD         | 27 août 2011      | Oui           | Oui           | Oui           | Non              | Oui           | Non           | Oui           | Montréal         | 17               | 62.1             |
| Télémag HD      | 18 décembre 2010  | Oui           | Oui           | Oui           | Oui              | Non           | Non           | Non           | Québec           | 10               | 10.3             |

1 CKMI-DT (Global Montreal HD) n'est pas disponible sur Telus Télé Optik. Ces abonnés ont accès au signal HD de Global diffusé depuis Toronto.

### Chaînes thématiques
| Chaîne                                              | Date d’apparition  | Disponibilité | Disponibilité | Disponibilité | Disponibilité    | Disponibilité | Disponibilité | Disponibilité |
| Chaîne                                              | Date d’apparition  | Bell Télé     | Cogeco        | Vidéotron     | Telus Télé Optik | Shaw Direct   | Cable Axion   | DERYtelecom   |
| --------------------------------------------------- | ------------------ | ------------- | ------------- | ------------- | ---------------- | ------------- | ------------- | ------------- |
| Canal D HD                                          | 30 octobre 2006    | Oui           | Oui           | Oui           | Oui              | Oui           | Oui           | Oui           |
| Canal Vie HD                                        | 30 octobre 2006    | Oui           | Oui           | Oui           | Oui              | Oui           | Oui           | Oui           |
| Historia HD                                         | 30 octobre 2006    | Oui           | Oui           | Oui           | Oui              | Oui           | Oui           | Oui           |
| SÉRIES+ HD                                          | 30 octobre 2006    | Oui           | Oui           | Oui           | Oui              | Oui           | Oui           | Oui           |
| Super Écran HD                                      | 30 octobre 2006    | Oui           | Oui           | Oui           | Oui              | Oui           | Oui           | Oui           |
| VRAK HD                                             | 30 octobre 2006    | Oui           | Oui           | Oui           | Oui              | Oui           | Oui           | Oui           |
| Z HD                                                | 30 octobre 2006    | Oui           | Oui           | Oui           | Oui              | Oui           | Oui           | Oui           |
| RDS HD                                              | 3 octobre 2007     | Oui           | Oui           | Oui           | Oui              | Oui           | Oui           | Oui           |
| MaTV HD (Chaîne exclusive aux abonnés de Vidéotron) | 17 novembre 2007   | Non           | Non           | Oui           | Non              | Non           | Non           |               |
| ICI RDI HD                                          | 2 mai 2008         | Oui           | Oui           | Oui           | Oui              | Oui           | Oui           | Oui           |
| ICI ARTV HD                                         | 3 mai 2008         | Oui           | Oui           | Oui           | Oui              | Oui           | Oui           | Oui           |
| Addik HD                                            | 13 octobre 2008    | Oui           | Oui           | Oui           | Oui              | Oui           | Oui           | Oui           |
| Évasion HD                                          | 12 juin 2009       | Oui           | Oui           | Oui           | Oui              | Oui           | Oui           | Oui           |
| TV5 Québec Canada HD                                | 12 juin 2009       | Oui           | Oui           | Oui           | Oui              | Oui           | Oui           | Oui           |
| LCN                                                 | 7 décembre 2009    | Oui           | Oui           | Oui           | Oui              | Oui           | Oui           | Oui           |
| Zeste HD                                            | 22 mars 2010       | Oui           | Oui           | Oui           | Oui              | Oui           | Non           | Oui           |
| Yoopa HD                                            | 1er avril 2010     | Oui           | Oui           | Oui           | Oui              | Oui           | Non           | Oui           |
| Elle Fictions HD                                    | 23 août 2010       | Oui           | Oui           | Oui           | Oui              | Oui           | Oui           | Oui           |
| Max HD                                              | 23 août 2010       | Oui           | Oui           | Oui           | Oui              | Oui           | Oui           | Oui           |
| Super Écran HD 2                                    | 1er octobre 2010   | Oui           | Oui           | Oui           | Oui              | Oui           | Oui           | Oui           |
| CinéPOP HD                                          | 28 janvier 2011    | Oui           | Oui           | Oui           | Oui              | Oui           | Non           | Oui           |
| Moi & Cie HD                                        | 2 mai 2011         | Oui           | Oui           | Oui           | Oui              | Oui           | Non           | Oui           |
| TVA Sports HD                                       | 12 septembre 2011  | Oui           | Oui           | Oui           | Oui              | Oui           | Non           | Oui           |
| RDS2 HD                                             | 7 octobre 2011     | Oui           | Oui           | Oui           | Oui              | Oui           | Non           | Oui           |
| Casa HD                                             | 14 décembre 2011   | Oui           | Oui           | Oui           | Oui              | Oui           | Non           | Oui           |
| Super Écran HD 3                                    | 16 décembre 2011   | Oui           | Oui           | Oui           | Oui              | Oui           | Non           | Oui           |
| Super Écran HD 4                                    | 16 décembre 2011   | Oui           | Oui           | Oui           | Oui              | Oui           | Non           | Oui           |
| RDS Info HD                                         | 23 janvier 2012    | Oui           | Oui           | Oui           | Oui              | Oui           | Non           | Oui           |
| ICI Explora HD                                      | 28 mars 2012       | Oui           | Oui           | Oui           | Oui              | Oui           | Non           |               |
| TÉLÉTOON HD                                         | 24 mars 2014       | Oui           | Oui           | Oui           | Oui              | Oui           | Oui           | Oui           |
| MétéoMédia HD                                       | 1er septembre 2014 | Oui           | Oui           | Oui           | Oui              | Oui           | Non           | Oui           |
| FrissonsTV HD                                       | 1er septembre 2017 | Oui           | Oui           | Oui           | Oui              | Oui           | Non           |               |